# ائین کلایه
آئین کلایه روستایی از توابع بخش بالا طالقان شهرستان طالقان در استان البرز ایران است.

## جمعیت
این روستا در دهستان بالاطالقان قرار دارد و براساس سرشماری مرکز آمار ایران در سال ۱۳۸۵، جمعیت آن ۵ نفر (۴خانوار) بوده‌است.